# Liste der Mitglieder der Deutschen Akademie der Naturforscher Leopoldina/1859
Die Liste der Mitglieder der Deutschen Akademie der Naturforscher Leopoldina für 1859 enthält alle Personen, die im Jahr 1859 zum Mitglied ernannt wurden. Insgesamt gab es 13 neu gewählte Mitglieder.

## Mitglieder
| Nr.  | Name                                        | Beiname         | Geboren       | Aufnahme | Gestorben     | Bild                                        |
| ---- | ------------------------------------------- | --------------- | ------------- | -------- | ------------- | ------------------------------------------- |
| 1897 | Andreas Adolph Retzius                      | Huschke         | 13. Okt. 1796 | 2. Jan.  | 18. Apr. 1860 | Andreas Adolph Retzius                      |
| 1898 | Karl Otto Unico Ernst Freiherr von Malortie | R. Brown III.   | 15. Nov. 1804 | 1. Aug.  | 11. Okt. 1887 | Karl Otto Unico Ernst Freiherr von Malortie |
| 1899 | Justus Freiherr von Liebig                  | Gay-Lussac      | 12. Mai 1803  | 1. Aug.  | 18. Apr. 1873 | Justus Freiherr von Liebig                  |
| 1900 | Wilhelm Friedrich Benedict Hofmeister       | Gaertner II.    | 18. Mai 1824  | 1. Aug.  | 12. Jan. 1877 | Wilhelm Friedrich Benedict Hofmeister       |
| 1901 | Maximilian Pettenkofer                      | Empedocles V.   | 3. Dez. 1818  | 1. Aug.  | 10. Feb. 1901 | Maximilian Pettenkofer                      |
| 1902 | Johann Friedrich Weisse                     | Pallas II.      | 22. Feb. 1792 | 1. Aug.  | 5. Aug. 1869  | Johann Friedrich Weisse                     |
| 1903 | Sven Ludwig Lovén                           | Cuvier III.     | 6. Jan. 1809  | 1. Aug.  | 3. Sep. 1895  | Sven Ludwig Lovén                           |
| 1904 | Karl Ludwig Christian Ruemker               | Halley II.      | 18. Mai 1788  | 1. Aug.  | 21. Dez. 1862 | Karl Ludwig Christian Ruemker               |
| 1905 | Karl A. Joy                                 | Davy II.        | 8. Okt. 1823  | 1. Aug.  | 29. Mai 1891  | Karl A. Joy                                 |
| 1906 | Johannes Müller                             | Haller IV.      | 9. Mai 1828   | 1. Aug.  | 28. Jan. 1896 | Johannes Müller Argoviensis                 |
| 1907 | Ernst Friedrich Eberhard                    | Plinius XII.    | 18. März 1809 | 1. Aug.  | 9. Sep. 1868  |                                             |
| 1908 | Gustav Theodor Fechner                      | Roger Baco      | 19. Apr. 1801 | 1. Aug.  | 18. Nov. 1887 | Gustav Theodor Fechner                      |
| 1909 | Karl Heinrich Reclam                        | Aldrovandus II. | 18. Aug. 1821 | 1. Aug.  | 6. März 1887  |                                             |